# 高等生物
高等生物（こうとうせいぶつ）とは、より進化の進んでいるとされる生物を指す言葉である。下等生物に対する語として使われた。かつては進化に方向や傾向があると考えられ、進歩や前進と混同されていたために、進化が進んだ生物と進んでいない生物が存在すると考えられていた。
現在では、進化は進歩や前進という意味を持っておらず、全ての生物は進化の度合いは同等と考えられている。そのため生物学的な用語としては用いられることが少なくなっている。もし用いられるとしても、「地質学的に最近になって現れた特徴を有している」「祖先的ではない」と言う意味しか持たない。
歴史的には、高等植物は被子植物、高等動物は脊椎動物、哺乳類、霊長類（「霊長」は最も優れたという意味である）、あるいはヒトを指すものとして使われた。現在でも通俗的には優れた生物（何を持って優れたとするかが問われることはない）」、あるいは「ヒトに近い特徴を持っている生物」と言う意味で用いられる。これは上述したように生物学の標準的な視点とは反する。解剖学などでは器官の分化が進み複雑な構造を持つ生物という意味で用いられることがある。